# Криосфинкс

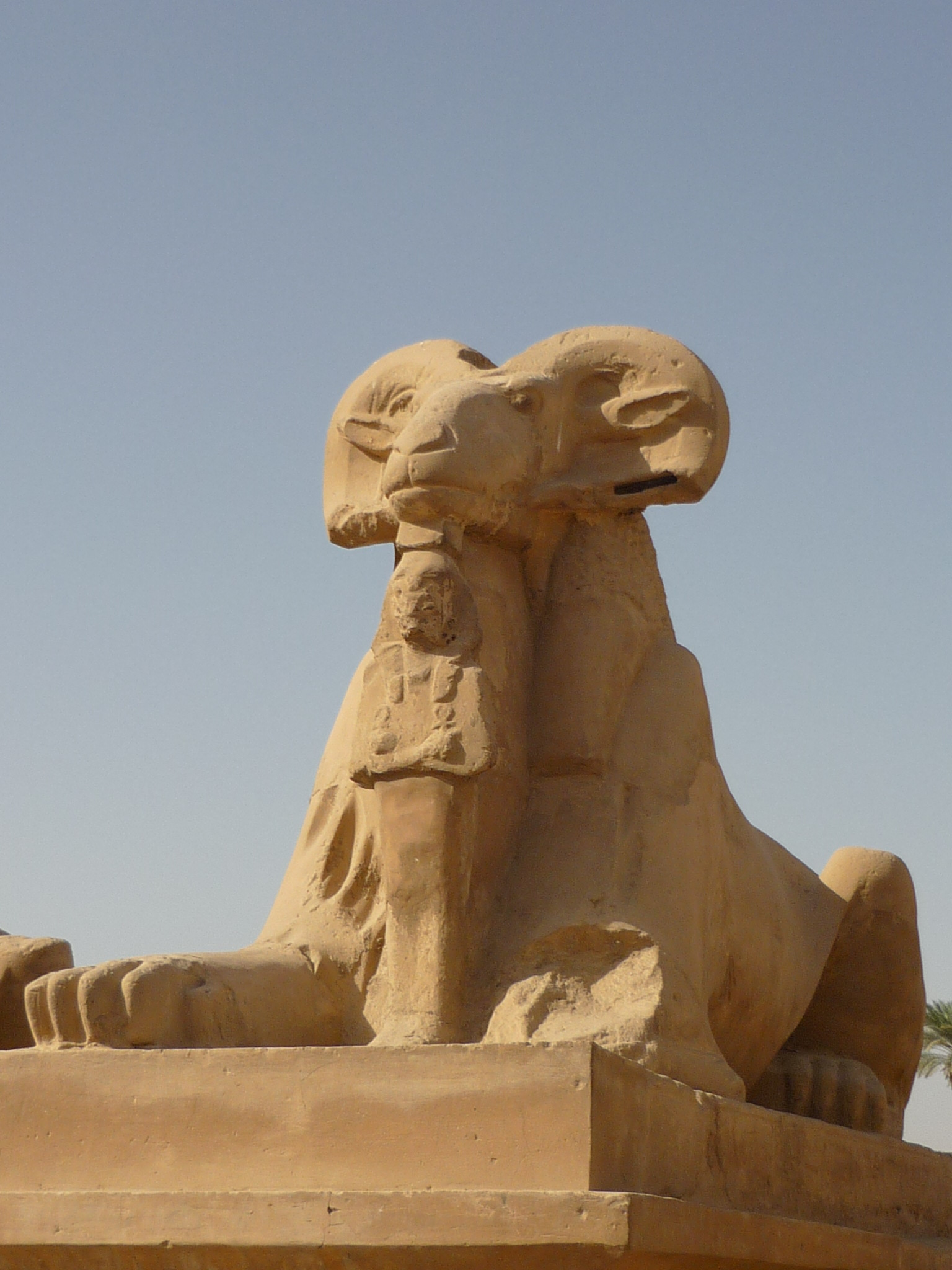
Криосфинкс

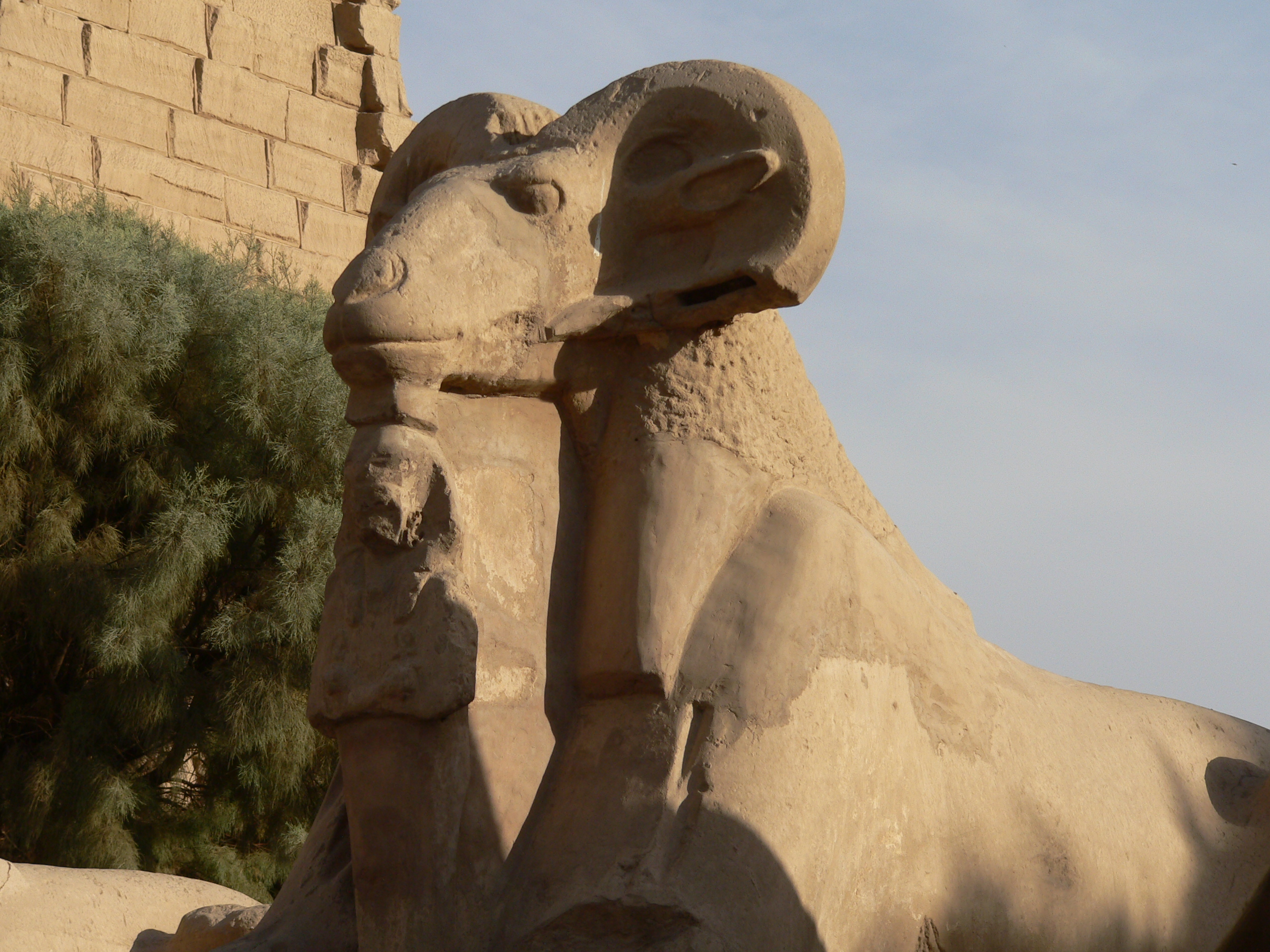
Криосфинкс

Криосфинкс (от др.-греч. κρῑός баран + Σφίγξ «сфинкс») — разновидность сфинкса, мифические существа с телом льва и головой барана (символизировавшие бога Амона). По одной из трактовок, несли охрану у древних некрополей, безмолвно призывая к молчанию. Аллеи криосфинксов существовали при Карнакском храме и в Напате. Греческое название впервые использовано Геродотом.